# Kyllinga lehmannii
Kyllinga lehmannii är en halvgräsart som beskrevs av Christian Gottfried Daniel Nees von Esenbeck. Kyllinga lehmannii ingår i släktet Kyllinga och familjen halvgräs. Inga underarter finns listade i Catalogue of Life.